# Glen Kidston
George Pearson Glen Kidston (ur. 23 czerwca 1899 w Londynie, zm. 5 maja 1931 w Van Reenan) – brytyjski kierowca wyścigowy i pilot. Oficer Royal Navy w czasie I wojny światowej.

## Kariera wyścigowa
W wyścigach samochodowych Kidston startował głównie w wyścigach samochodów sportowych. Był członkiem utytułowanej ekipy Bentleya, o potocznie używanej nazwie „Bentley Boys”. W latach 1929-1930 Brytyjczyk pojawiał się w stawce 24-godzinnego wyścigu Le Mans. W obu sezonach plasował się na podium. W 1929 roku startując w 4,5-litrowym Bentleyu odniósł zwycięstwo w klasie 5. Było to równoznaczne z drugą pozycją w całym wyścigu. Rok później dołączył do Woolfa Barnato w samochodzie Bentley Speed Six spełniającym regulacje klasy 8. Tym razem świętował zwycięstwo zarówno w swojej klasie, jak i w całym wyścigu.

## Śmierć
Kidston wielokrotnie podejmował próby bicia rekordów długości przelotu na dużych odległościach. W kwietniu 1931 roku wykonał lot z Netheravon do Kapsztadu. Podróż trwała 6,5 godziny. Jednak nie było mu dane powrócić do kraju. Jego samolot rozpadł się podczas burzy piaskowej nad górami Smoczymi.